# 23662 Jozankei
23662 Jozankei è un asteroide della fascia principale. Scoperto nel 1997, presenta un'orbita caratterizzata da un semiasse maggiore pari a 2,436041 UA e da un'eccentricità di 0,232336, inclinata di 3,732014° rispetto all'eclittica.